# Édam (fromage)
Ne doit pas être confondu avec Red Fromage.
Pour les articles homonymes, voir Edam.
L’édam (Edammer en néerlandais) est un fromage des Pays-Bas , traditionnellement vendu sous forme d'une boule de fromage jaune pâle enveloppée dans une pellicule épaisse de paraffine jaune ou rouge.

## Origine
Le nom vient de la ville d'Edam dans la province de la Hollande-Septentrionale, qui est une très ancienne région d'élevage. Dès le XIVe siècle, la ville est réputée pour ses exportations de fromage (kaas en néerlandais), et c'est sans doute la raison pour laquelle son nom est attaché au produit. Au XVIIe siècle, le fromage s'exporte en Allemagne, en France et en Grande-Bretagne. Facilement transportable, nutritif, il est pratique pour le ravitaillement des navires ; mais également comme monnaie d'échange contre des épices ou d'autres marchandises. 
La couleur rouge de la croûte des fromages viendrait des fûts de bordeaux dans lesquels ils sont alors transportés, ou plus probablement de la maurelle (Chrozophora tinctoria) longtemps exploitée à Gallargues (Gard). Les fromagers du nord de la France s'en inspirent pour confectionner les premières mimolettes. Le fromage d'édam est très populaire en Amérique du Nord, dans le nord de l'Europe, et de nombreux autres pays du monde. Outre la mimolette, on produit en France de l'édam français.

## Description du fromage
Il est fabriqué à partir de pâte pressée non cuite. Sa saveur est douce, une odeur légère comparé à d'autres fromages, son goût devient plus prononcé en vieillissant. Sa teneur en matières grasses est également plus basse (40 %) que celle d'autres fromages de tradition. Il contient 25 % de protéines. En raison de sa faible teneur en matières grasses, l’édam possède une pâte plus molle que celle de fromages comme le cheddar. Les premiers fromages étaient fabriqués avec du lait cru écrémé, on en trouve aujourd'hui à base de lait pasteurisé. 
Le fromage d'édam est recouvert d'une pellicule de paraffine rouge ou jaune. Il en existe plusieurs variétés selon le degré de maturité. Un fromage peut être jeune (deux à trois mois), demi-étuvé (six mois) ou étuvé (plus de six mois).  Une pellicule noire indique que le fromage a été affiné pendant au moins dix-sept semaines.

## Gastronomie
Un jeune fromage se déguste avec des fruits tels que pêche, melon, abricots et cerises. Un fromage plus âgé s'accorde mieux avec des fruits comme la pomme ou la poire. Il se marie également très bien avec les biscuits salés (crackers) et le pain. On recommande un vin rouge en accompagnement, par exemple un pinot noir.

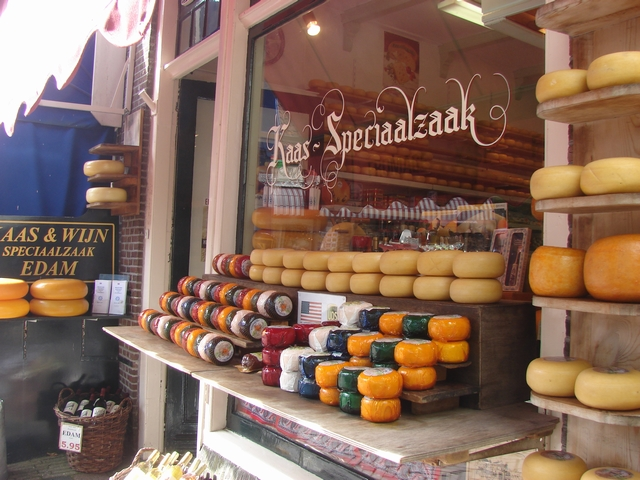
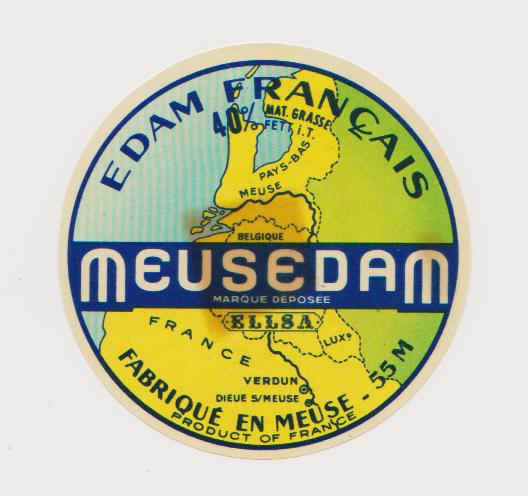
Édam français fabriqué en Meuse.